# Football Club Domagnano
Il Football Club Domagnano, meglio noto come Domagnano, è una società calcistica sammarinese che ha sede nel castello di Domagnano.

## Storia
Fino al 1966 il Castello di Domagnano non aveva potuto allestire una propria squadra. Ci riesce grazie a Marcello Casadei e Cesare Simoncini che arrivano dal San Giovanni. I due, unitamente a dei locali, fondarono il Domagnano. La squadra adotta i colori sociali del Castello. L'imprenditore di Parma ma residente a Domagnano Paolo Boccalatte mette a disposizione la prima sede sociale, ricavata al piano terra della sua abitazione.
Negli anni '80 diventa presidente Giorgio Giardi, in carica dal 1985 al 1993, e segretario Renzo Casadei, in carica dal 1980 al 1994. Con la Libertas, il Domagnano è la prima società sammarinese a dedicare forze ed energie al calcio giovanile. Pietro Paolini, poi Commissario Tecnico dell'Under 16 sammarinese, è l'allenatore che da oltre 15 anni cura il settore giovanile del Domagnano.

## Palmarès

### Competizioni nazionali
- Campionato sammarinese: 4

1988-1989, 2001-2002, 2002-2003, 2004-2005
- Coppa Titano: 8

1972, 1988, 1990, 1992, 1996, 2001, 2002, 2003
- Trofeo Federale: 3

1990, 2001, 2004

### Altri piazzamenti
- Campionato Sammarinese

Secondo posto: 1992-1993, 1999-2000, 2003-2004
- Coppa Titano

Finalista: 2008-2009
- Supercoppa Sammarinese/Trofeo Federale

Finalista: 1989, 2009
Semifinalista: 1996, 1999, 2000, 2002, 2003, 2005

## Statistiche e record

### Partecipazioni ai tornei internazionali
| Categoria  | Partecipazioni | Debutto   | Ultima stagione |
| ---------- | -------------- | --------- | --------------- |
| Coppa UEFA | 3              | 2002-2003 | 2005-2006       |

#### Risultati nei tornei internazionali
| Stagione | Torneo     | Turno             | Club            | Andata | Ritorno | Totale |
| -------- | ---------- | ----------------- | --------------- | ------ | ------- | ------ |
| 2002-03  | Coppa UEFA | Turno preliminare | Viktoria Žižkov | 0-2    | 0-3     | 0-5    |
| 2003-04  | Coppa UEFA | Turno preliminare | Torpedo Mosca   | 0-5    | 0-4     | 0-9    |
| 2005-06  | Coppa UEFA | Turno preliminare | Domžale         | 0-5    | 0-3     | 0-8    |

### Statistiche nelle competizioni UEFA
Tabella aggiornata alla fine della stagione 2019-2020.
| Competizione | Partecipazioni | G | V | N | P | RF | RS |
| ------------ | -------------- | - | - | - | - | -- | -- |
| Coppa UEFA   | 3              | 6 | 0 | 0 | 6 | 0  | 22 |

## Organico

### Rosa 2021/2022
| N. |                       | Ruolo | Calciatore             |
| -- | --------------------- | ----- | ---------------------- |
| 1  | San Marino (bandiera) | P     | Davide Colonna         |
| 22 | Italia (bandiera)     | P     | Nicolas Leardini       |
| 3  | San Marino (bandiera) | D     | Angelo Faetanini       |
| 4  | Italia (bandiera)     | D     | Luca Olivieri          |
| 5  | Italia (bandiera)     | D     | Francesco Mazzavillani |
| 15 | San Marino (bandiera) | D     | Samuel Averhoff        |
| 16 | San Marino (bandiera) | D     | Adriano Francioni      |
| 20 | Italia (bandiera)     | D     | Michael Parma          |
| 29 | San Marino (bandiera) | D     | Simone Nanni           |
| 33 | Italia (bandiera)     | D     | Giovanni Rossi         |
| 41 | Italia (bandiera)     | D     | Giacomo Pecci          |
| 8  | Italia (bandiera)     | C     | Matteo Gaiani          |

| N. |                         | Ruolo | Calciatore          |
| -- | ----------------------- | ----- | ------------------- |
| 14 | Italia (bandiera)       | C     | Giuliano Morena     |
| 18 | San Marino (bandiera)   | C     | Mattia Ceccaroli    |
| 21 | Italia (bandiera)       | C     | Nicolò Bacchiocchi  |
| 51 | San Marino (bandiera)   | C     | Mattia Semproli     |
| 59 | Italia (bandiera)       | C     | Attilio Doria       |
| 88 | Italia (bandiera)       | C     | Thomas Brighi       |
| 10 | Burkina Faso (bandiera) | A     | Karim Abdoul Bara   |
| 11 | San Marino (bandiera)   | A     | Nicolò Angelini     |
| 17 | Italia (bandiera)       | A     | Francesco Gabellini |
| 24 | Italia (bandiera)       | A     | Francesco Ottaviani |
| 30 | Italia (bandiera)       | A     | Nicolò Fancellu     |